# Nawal Meniker
 (août 2024).
Si vous disposez d'ouvrages ou d'articles de référence ou si vous connaissez des sites web de qualité traitant du thème abordé ici, merci de compléter l'article en donnant les références utiles à sa vérifiabilité et en les liant à la section « Notes et références ».
Nawal Meniker, née le 9 décembre 1997 à Perpignan, est une athlète française, spécialiste du saut en hauteur.

## Biographie
Nawal Meniker est née à Perpignan le 9 décembre 1997, sa mère originaire de Normandie (Grand Couronne) et son père de Lozère (Mende).

### Carrière chez les jeunes, vice-championne olympique de la jeunesse (2014)
Âgée de 15 ans, Nawal Meniker se distingue en juin 2013 lors d'une compétition à Montpellier où elle efface une barre à 1,84 m, se rapprochant du record de France cadet de Maryse Éwanjé-Épée (1,87 m en 1981). Cette performance lui permet d'être sélectionnée pour les championnats du monde cadets à Donetsk où elle termine à la 8e place avec 1,75 m, remportée par l'Australienne Eleanor Patterson.
Le 22 février 2014, elle remporte à seulement seize ans les championnats de France en salle, organisés à Bordeaux, en améliorant son record personnel à 1,81 m, devançant aux essais Valérie Bonnet et la quadruple tenante du titre et détentrice du record de France Melanie Skotnik.
Lors de la saison estivale, aux championnats de France à Reims, elle décroche en franchissant 1,82 m la médaille de bronze, ex æquo avec Dior Delophont, derrière Melanie Melfort (1,85) et Marine Vallet (1,82). Championne de France cadette la semaine suivante à Valence (1,78 m), elle est sélectionnée pour les 2es Jeux olympiques de la jeunesse, à Nankin. Dans la ville chinoise, Nawal Meniker s'adjuge la médaille d'argent et devient vice-championne olympique en égalant avec 1,87 m le record de France cadet de Maryse Éwanjé-Épée, datant de 1981. Elle est devancée par l'Ukrainienne Yuliya Levchenko, vainqueur avec 1,89 m.
Le 22 février 2015, elle conserve son titre de championne de France Elite en salle à Aubière avec un bond de 1,85 m, record personnel, devançant Mélanie Skotnik au nombre d'essais, et Sandrine Champion (1,81 m). Elle remporte également cet hiver-là le titre national junior à Nantes (1,82 m).
Le 27 juin 2015, elle améliore son record personnel lors du Happy Jump à Albi avec un saut à 1,88 m. Trois semaines plus tard, lors des championnats d'Europe juniors à Eskilstuna, Meniker remporte la médaille d'argent avec 1,86 m, devancée par la Britannique Morgan Lake (1,91 m).
Lors de l'hiver 2016, elle remporte un nouveau titre national junior, mais fait l'impasse sur les championnats de France senior, dont elle était la double tenante du titre. Lors d'un match France-Italie-Allemagne, à Padoue, elle efface une barre à 1,86 m, nouveau record personnel.
Lors de la saison estivale, Nawal Meniker remporte un nouveau titre national junior à Châteauroux, puis termine 2e des championnats de France à Angers avec 1,85 m, battue par Marine Vallet (1,88 m). Sélectionnée dans l'équipe de France au Championnat de la Méditerranée des moins de 23 ans à Tunis, elle remporte une médaille de bronze avec 1,85 m, derrière les Italiennes Desirée Rossit (1,92 m) et Erika Furlani (1,90 m).
Sélectionnée pour les Championnats du monde juniors à Bydgoszcz, en Pologne, elle ne termine qu'à la 7e place avec 1,83 m d'une compétition remportée par la Tchèque Michaela Hrubá (1,91 m).
Victime de blessures à répétition, notamment de quatre fissures sur le tendon rotulien, Nawal Meniker traverse un passage à vide entre 2017 et 2022, où elle ne réalise majoritairement des compétitions entre 1,70 m et 1,75 m, bien loin d'un niveau même national. Elle ne décroche qu'une médaille de bronze aux championnats de France, en 2019 à Saint-Étienne, avec 1,80 m, derrière Solène Gicquel (1,88 m) et Prisca Duvernay (1,83 m).

### Départ pour les États-Unis et retour au plus haut niveau (2023)
En 2022, elle s'exile quelques mois pour les États-Unis afin de s'entraîner avec Mickael Hanany, détenteur du record de France du saut en hauteur en plein air, tout en continuant à s'entraîner en France pendant les périodes de compétition, avec Thierry Blancon. En juin de la même année, elle saute 1,85 m à Pierre-Bénite, sa meilleure performance depuis 2016. Deux semaines plus tard, elle est vice-championne de France avec 1,82 m, derrière Solène Gicquel (1,85 m), à l'occasion des Championnats de France à Caen.
Le 22 janvier 2023, lors de sa rentrée hivernale aux championnats régionaux en salle à Eaubonne, Nawal Meniker revient sur le devant de la scène en effaçant une barre à 1,91 m, battant son record personnel datant de 2015 de 3 centimètres. Passant la barrière des 1,90 m pour la première fois de sa carrière, elle établit la meilleure performance en salle d'une française depuis les 1,93 m de Melanie Melfort dix ans plus tôt. La semaine suivante, à l'occasion du meeting de Nantes, elle égale son record personnel à 1,91 m, avant d'échouer de peu à 1,93 m, et confirme son retour à son plus haut niveau.
Le 18 février 2023, à l'occasion des Championnats de France en salle à Clermont-Ferrand, elle porte son record personnel à 1,92 m et décroche la médaille d'argent, battue aux essais par Solène Gicquel. Meilleures performeuses françaises depuis 2013, il s'agit également du premier championnat de France depuis 1988 où deux Françaises franchissent 1,92 m ou plus, et de la première année depuis 2006.
Cette performance lui permet d'honorer sa première sélection sénior, à l'occasion des Championnats d'Europe en salle d'Istanbul, du 3 au 5 mars. Lors du championnat d'Europe, Nawal Meniker termine 11e du concours des qualifications, avec 1,87 m.
Le 29 avril 2023, pour sa rentrée estivale à Tucson, elle bat d'entrée son record en plein air, et absolu, avec 1,93 m. Le 31 mai, elle remporte le Meeting de Montreuil avec 1,90 m et améliore le record du meeting d'un centimètre. Le 9 juin, à l'occasion du Meeting de Paris, elle fait ses débuts en Ligue de diamant et se classe 7e du concours avec 1,91 m.
Le 25 juin, elle concourt pour la France aux championnats d'Europe par équipes à Chorzów, compétition organisée dans le cadre des Jeux européens : elle y remporte le concours de la division 1 avec une barre à 1,92 m, devançant aux essais la Belge Merel Maes et la Tchèque Michaela Hrubá (1,90 m). Première française à remporter le saut en hauteur en Coupe d'Europe, première division, depuis la création de la compétition en 1965, elle décroche une médaille de bronze dans le cadre des Jeux, toutes divisions confondues, derrière l'Ukrainienne Yaroslava Mahuchikh (1,97 m) et la Roumaine Daniela Stanciu (1,94 m), issues de la division 2.
Fin juillet 2023, elle termine deuxième des championnats de France à Albi, devancée par Solène Gicquel.
Début août, elle est sélectionnée par la FFA pour participer aux championnats du monde de Budapest, en compagnie de Solène Gicquel. Première française alignée sur l'épreuve depuis Melanie Melfort en 2011, il s'agit de la première fois de l'histoire des mondiaux que deux Françaises seront présentes sur l'épreuve. Dans la capitale hongroise, Nawal Meniker parvient à se qualifier pour la finale, en terminant 12e ex æquo avec Solène Gicquel, Ella Junnila et Christina Honsel du concours de qualifications. Elle termine finalement à la 12e place de la finale avec 1,90 m, échouant par trois fois à 1,94 m, dans une compétition remportée par l'Ukrainienne Yaroslava Mahuchikh avec 2,01 m.
Le 9 juin 2024, la Française termine 6e des Championnats d'Europe de Rome avec 1,90 m, après avoir égalé en qualifications sa meilleure performance de la saison avec 1,92 m. Le 30 juin, elle remporte son premier titre national en plein air à Angers avec 1,90 m.
Le 7 juillet, elle est sélectionnée pour les Jeux olympiques de Paris et représentera la France dans son épreuve aux côtés de Solène Gicquel. Elle est la première Française alignée sur l'épreuve depuis Melanie Melfort en 2012. Le même jour, lors du Meeting de Paris, elle termine 6e avec une barre à 1,95 m, record personnel amélioré de trois centimètres, avant de s'attaquer sans succès à 1,98 m, barre synonyme de record de France. La compétition est remportée par l'Ukrainienne Yaroslava Mahuchikh qui bat avec 2,10 m le vieux record du monde de la discipline.

## Palmarès

### International
| Date | Compétition                     | Lieu       | Résultat | Marque |
| ---- | ------------------------------- | ---------- | -------- | ------ |
| 2013 | Championnats du monde cadets    | Donetsk    | 8e       | 1,77 m |
| 2014 | Jeux olympiques de la jeunesse  | Nankin     | 2e       | 1,87 m |
| 2015 | Championnats d'Europe juniors   | Eskilstuna | 2e       | 1,86 m |
| 2016 | Championnats de la Méditerranée | Tunis      | 3e       | 1,85 m |
| 2016 | Championnats du monde juniors   | Bydgoszcz  | 8e       | 1,83 m |
| 2023 | Jeux européens                  | Chorzów    | 3e       | 1,92 m |
| 2023 | Championnats du monde           | Budapest   | 12e      | 1,90 m |
| 2024 | Jeux olympiques                 | Paris      | 11e      | 1,86 m |

### National
| Championnat | Résultat | Marque | Lieu          | Date            |
| ----------- | -------- | ------ | ------------- | --------------- |
| CF 2014     | 3e       | 1,82 m | Reims         | 13 juillet 2014 |
| CF 2016     | 2e       | 1,84 m | Angers        | 25 juin 2016    |
| CF 2017     | 6e       | 1,75 m | Marseille     | 15 juillet 2017 |
| CF 2018     | qual.    | 1,68 m | Albi          | 6 juillet 2018  |
| CF 2019     | 3e       | 1,80 m | Saint-Étienne | 28 juillet 2019 |
| CF 2021     | 11e      | 1,71 m | Angers        | 27 juin 2021    |
| CF 2022     | 2e       | 1,82 m | Caen          | 26 juin 2022    |
| CF 2023     | 2e       | 1,87 m | Albi          | 30 juillet 2023 |
| CF 2024     | 1re      | 1,95 m | Angers        | 7 juillet 2024  |

| Championnat | Résultat | Marque | Lieu             | Date            |
| ----------- | -------- | ------ | ---------------- | --------------- |
| CF 2014     | 1er      | 1,81 m | Bordeaux         | 23 février 2014 |
| CF 2015     | 1er      | 1,85 m | Aubière          | 21 février 2015 |
| CF 2017     | 4e       | 1,80 m | Bordeaux         | 18 février 2017 |
| CF 2023     | 2e       | 1,92 m | Clermont-Ferrand | 18 février 2023 |

## Records
| Épreuve         | Épreuve   | Performance | Lieu    | Date            |
| --------------- | --------- | ----------- | ------- | --------------- |
| Saut en hauteur | Plein air | 1,95 m      | Paris   | 7 juillet 2024  |
| Saut en hauteur | En salle  | 1,92 m      | Aubière | 18 février 2023 |